# Червонознам'янська сільська громада (Полтавська область)
Червонознам'янська сільська об'єднана територіальна громада — колишня об'єднана територіальна громада в Україні, у Кременчуцькому районі Полтавської області. Адміністративний центр — село Нова Знам'янка.
Площа громади — 82,69 км², населення — 4505 мешканців (2018).
Утворена 13 серпня 2015 року шляхом об'єднання Майбородівської та Червонознам'янської сільських рад Кременчуцького району.
12 червня 2020 року громада була ліквідована і увійшла до Піщанської сільської громади.

## Населені пункти
До складу громади входять 5 сіл: Вільна Терешківка, Майбородівка, Мирне, Нова Знам'янка та Писарщина.